# باك كوتس
باك كوتس (بالإنجليزية: Buck Coats)‏ هو لاعب كرة قاعدة أمريكي، ولد في 9 يونيو 1982 في Fort Benning ‏ في الولايات المتحدة.

## وصلات خارجية
- باك كوتس على موقعبيزبول رفرنس.كوم (الدوري الرئيسي) (الإنجليزية)
- باك كوتس على موقعبيزبول رفرنس.كوم (الدوري الثانوي) (الإنجليزية)